# Птах-носоріг малабарський
Птах-носоріг малабарський (Anthracoceros albirostris) — вид птахів родини птахів-носорогів (Bucerotidae).

## Поширення
Вид поширений на півночі та сході Індії та в Південно-Східній Азії на схід до В'єтнаму та Калімантану. Займає різні типи біотопів, які включають сухі та напіввічнозелені ліси, сухі та вологі листяні ліси, субтропічні широколистяні ліси, вторинні ліси, плантації та лісові масиви.

## Опис
Птах завдовжки до 60 см. У самця номінального підвиду A. a. albirostris має дзьоб завдвожки від 11,3 до 18,7 см, тоді як у самиці він менший, розміром від 11 до 15,6 сантиметрів. У підвиду А. а. convexus дзьоб більший — 15,5-19,7 см у самців і від 12,4 до 15,3 см до самиць. Самці важать від 680 до 795 грам, самиці — від 567 до 680 грам.
У самця голова, шия, верхня частина грудей, спина і крила чорні і мають зеленуватий відтінок. Нижня частина грудей, стегна, живіт і нижня поверхня криючих білого кольору. Хвостове пір'я чорні і має широку білу смугу на кінці, за винятком центральної пари, яка повністю чорна і виступає на 3 сантиметри від інших. Лише деякі екземпляри мають тонку білу смугу також на кінці цих двох пір'їн. Шолом, який прикрашає дзьоб, великий. Він починається біля основи дзьоба і закінчується приблизно на половині його довжини. Дзьоб жовтий. І дзьоб, і шолом мають чорну основу. Шолом має пляму змінного кольору від чорного до темного на кінці. Залежно від віку ця темна область може поширюватися і до дзьоба. Гола шкіра навколо ока біла з чорною плямою перед оком. Неоперене горло блакитно-біле. Очі темно-червоні, лапи і ступні зеленувато-сірі.
Самиці дуже схожі за забарвленням оперення, але в цілому вони трохи менші. Шолом менш опуклий, ніж у самця, і має тупіший кінчик. Дзьоб і шолом жовті. Коричневі або чорні ділянки дзьоба і шолома відрізняються в різних особин. Передня половина дзьоба часто чорна, а на нижній щелепі з боків і основи є коричневі плями. Очі карі або коричнево-сірі.